# Radosław Frątczak
Radosław Frątczak (18 september 2002) is een Pools baan- en wegwielrenner.

## Carrière
In augustus 2023 stond Frątczak aan de start van de Ronde van de Toekomst. In de tweede etappe dacht hij te winnen en stak hij zijn handen, nog voor de eindstreep, in de lucht. Op dat moment snelde de Canadees Riley Pickrell hem voorbij, waardoor de Pool zijn zege in rook zag opgaan. In de laatste etappe overschreed Frątczak de tijdslimiet, waardoor hij niet in het eindklassement werd opgenomen. Op het Europese kampioenschap eindigde hij op plek 25 in de wegwedstrijd voor beloften.
In 2024 maakte Frątczak de overstap naar Voster ATS Team. Namens die ploeg werd hij eind maart zevende in de door Žak Eržen gewonnen GP Adria Mobil. Een maand later won hij de slotrit in Belgrado-Banja Luka.

## Overwinningen

### Baan
Palmares
| Jaar        | PK                                           | EK                                                | WK          | Overige     |
| Als belofte | Als belofte                                  | Als belofte                                       | Als belofte | Als belofte |
| ----------- | -------------------------------------------- | ------------------------------------------------- | ----------- | ----------- |
| 2021        |                                              | 7e ploegenachtervolging                           |             |             |
| 2022        |                                              | 6e ploegenachtervolging 6e scratch 9e koppelkoers |             |             |
| 2023        |                                              | 7e puntenkoers                                    |             |             |
| 2024        |                                              | 10e scratch                                       |             |             |
| Als elite   |                                              |                                                   |             |             |
| 2021        | koppelkoers · 5e puntenkoers                 |                                                   |             |             |
| 2022        | koppelkoers · puntenkoers · scratch · omnium |                                                   |             |             |
| 2023        | koppelkoers · 5e omnium                      |                                                   |             |             |

### Weg
2024
4e etappe Belgrado-Banja Luka
1e etappe (deel B) Koers van de Olympische Solidariteit
Jongerenklassement Koers van de Olympische Solidariteit
2025
1e (deel B) en 4e etappe Koers van de Olympische Solidariteit
4e etappe Ronde van Mazovië

## Ploegen
- 2024 –  Voster ATS Team
- 2025 –  Voster ATS Team